# Begbere-Ejar jezik
Begbere-Ejar jezik (ISO 639-3: bqv; agere, koro agwe, koro makama, koro myamya, miamia, miamiya), nigersko-kongoanski jezik uže benue-kongoanske skupine plateau, kojim govori 35 000 ljudi (Barrett 1972) u niegrijskoj državi Kaduna.
Zajedno s jezicima ashe [ahs] idun [ldb] i yeskwa [yes], svi iz Nigerije, čini podskupinu koro. Ima nekoliko dijalekata: koron panda, koron ache i ejar. 
Godine 2011. usvojen je za njega novi naziv koro wachi.

## Vanjske poveznice
- Ethnologue (14th)
- Ethnologue (15th)